# Carex hemineuros
Carex hemineuros är en halvgräsart som beskrevs av Tetsuo Michael Koyama. Carex hemineuros ingår i släktet starrar, och familjen halvgräs. Inga underarter finns listade i Catalogue of Life.